# Katharewusa
Katharewusa (gr. Καθαρεύουσα – „[greka] oczyszczona”) – odmiana języka greckiego stworzona na początku XIX wieku przez językoznawcę Adamandiosa Koraisa. 

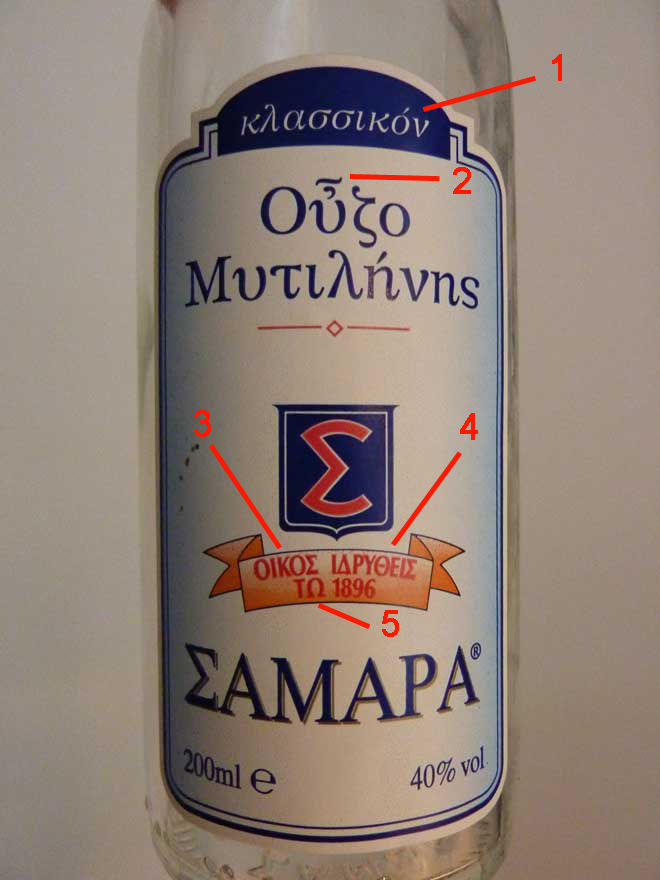
Ślady katharewusy we współczenej Grecji: 1. morfologia: końcówka -ν w przymiotniku κλασσικόν, 2. ortografia politoniczna, 3. leksyka: οίκος, 4. morfologia: participium aoristi passivi ιδρυθείς, 5. składnia: celownik przy roku (τω)

Korais, biegły w językach klasycznych starożytności, uważał, że język grecki należy oczyścić z naleciałości narosłych przez wieki osmańskiej niewoli. Opracował więc język pozbawiony zapożyczeń i luźno nawiązujący do greki klasycznej formami gramatycznymi. Był to jednak język sztuczny, trudno zrozumiały dla Greków, którzy na co dzień posługiwali się odmianą dimotiki. Katharewusa była jednak przez 140 lat istnienia niepodległej Grecji językiem oficjalnym tego kraju - posługiwano się nią w urzędowych dokumentach, w wiadomościach i polityce. Nauczano go też w szkołach. 
Ponieważ język ten znacznie różnił się od języka mówionego Greków, istniała silna presja do zastąpienia go przez dimotiki, co zostało ostatecznie zrealizowane w 1976 roku. Przez 140 lat funkcjonowania jako język urzędowy Grecji katharewusa wywarła jednak wpływ na język mówiony, który zapożyczył z niej dużą część słownictwa, a także liczne wyrażenia. Współczesny język nowogrecki jest więc w znacznej mierze wynikiem zmieszania się dawnych XIX-wiecznych dialektów mówionych języka greckiego z katharewusą. 
Katharewusę można jeszcze spotkać na starych szyldach i napisach w Grecji, w katharewusie pisane są też nazwy geograficzne na starych drogowskazach i mapach.